# حركة صحة المرأة في الولايات المتحدة
حركة صحة المرأة في الولايات المتحدة (أيضًا حركة صحة المرأة النسوية)، تشير إلى جانب من جوانب الحركة النسوية الأمريكية التي تعمل على تحسين جميع جوانب الرعاية الصحية بالنساء. بدأت خلال الموجة الثانية من النسوية كحركة فرعية لحركة تحرير المرأة. يتضمن نشاط الحركة زيادة معرفة النساء بأجسادهن والتحكم بها، في مجموعة متنوعة من الموضوعات، مثل تنظيم الخصوبة والعلاجات المنزلية، فضلًا عن تحدي العلاقات التقليدية بين الطبيب والمريض، وإضفاء الطابع الطبي على الولادة، وكراهية النساء في نظام الرعاية الصحية، وضمان سلامة الدواء.
تشمل المنظمات البارزة المرتبطة بحركة صحة المرأة: مجموعة جين، ومجموعة كتب صحة المرأة في بوسطن، وشبكة الإجهاض النسوية، وشبكة صحة المرأة الوطنية، وصحة المرأة السوداء، ومركز موارد التثقيف الصحي للمرأة الأمريكية. تشمل النتائج الأخرى لنشاط حركة صحة المرأة في الولايات المتحدة إنشاء مراكز صحية نسوية، ودعوى درع دالكون، ودعوى دواء ثنائي إيثيل ستيلبوستيرول، وجلسات استماع نيل حول حبوب منع الحمل، مما أدى إلى إدراج حزم الأدوية لضمان الموافقة المستنيرة للنساء اللواتي يتناولن حبوب منع الحمل عن طريق الفم.
تشمل الكتب والوسائط الإعلامية البارزة والناتجة عن هذه الحركة: كتاب النساء والجنون للكاتبة فيليس تشيسلر، وأجسادنا وأنفسنا لمجموعة كتاب صحة المرأة في بوسطن، أسطورة النشوة المهبلية للكاتبة آن كودت، ووثائقي لا أوبراسيون.
تتميز حركة صحة المرأة عن حركة حقوق الإجهاض، إذ تشمل حركة صحة المرأة نطاق أوسع من القضايا المتعلقة بالمرأة وصحتها. تناصر العيادات الصحية والمجموعات والناشطين في الحركة «مقدمي الرعاية غير المحترفين، والمساعدة الذاتية، والتركيز على العلاجات البديلة (غير الموصوفة) عند الإمكان، وإزالة الغموض عن المعلومات الصحية ومقدمي الخدمات، وإدارة العيادات والتحكم فيها من قبل النساء غير المحترفات».

## السياق التاريخي
تستمد حركة صحة المرأة جذورها من حركات متعددة في الولايات المتحدة: الحركة الصحية الشعبية في ثلاثينيات وأربعينيات القرن التاسع عشر، والنضال من أجل النساء/القابلات لممارسة الطب أو الالتحاق بكليات الطب في أواخر القرن التاسع عشر وأوائل القرن العشرين، ونوادي النساء السوداوات التي عملت لتحسين الوصول إلى الرعاية الصحية، والحركات الاجتماعية المختلفة في ستينيات القرن العشرين.
تجادل هيلين ماريسكيند أن حركة صحة المرأة عملت- على غرار الحركة الصحية الشعبية في القرن التاسع عشر- على إعادة تعريف الرعاية الصحية، وتمكين النساء، ودعم «مفاهيم الصحة الوقائية، والوعي الذاتي... [أ] المعرفة بالعمليات الجسدية، وإزالة الغموض عن الطب». قارنت كل من باربرا إرينريك وديردري إنجلش، في عملهما «ساحرات وقابلات وممرضات» (1972)، بين الحركتين أيضًا.
تشارك حركة صحة المرأة الأيديولوجية مع حركات اليسار الجديد الأخرى. تعارض الحركات البيئية والمناهضة للأسلحة النووية، مثل حركة صحة المرأة، النزعة العسكرية وتنتقد الشركات والوكالات الحكومية، وتعرب عن الحاجة إلى حماية البشر والبيئة من المخاطر، وتشدد على أهمية مبدأ لا غنى عنا فيما يخصنا. قالت الباحثة في دراسات المرأة والنوع الاجتماعي جينيفر نيلسون إن المراكز الصحية في الأحياء التي أنشأتها الحقوق المدنية وناشطون آخرون من اليسار الجديد شكلت «السوابق التجريبية الفكرية والسياسية والعملية» لمراكز الصحة النسوية، والتي كانت إحدى النتائج الرئيسية لحركة صحة المرأة.
انبثقت حركة صحة المرأة مباشرة من حركة تحرير المرأة في أواخر ستينيات القرن العشرين.

### حركة تحرير المرأة
نشأت حركة تحرير المرأة انطلاقًا من النضال من أجل الحقوق المدنية، وتمامًا كما انبثقت حركة حق النساء في التصويت من حركة إلغاء العبودية. لم تكن حركة تحرير المرأة الحركة الوحيدة التي اعتُبرت راديكالية- لتحديها النظام الأبوي ورسالتها المعادية للبطريركية- ولا الأولى في الفترة الأولى من الحركة النسوية الثانية. جمعت النساء المشاركات في الحركة فلسفات موحدة، رغم أن المجموعات عملت بشكل مستقل، إذ لم تكن هناك منظمة وطنية جامعة. آمن المشاركون في الحركة بحرية المرأة في تحديد هويتها الفردية كجزء من المجتمع البشري، متحدين النظام الأبوي والتنظيم الهرمي للمجتمع الذي يعرف النساء على أنهن تابعات.
تمثلت أحد الأسباب التي منعت النساء اللواتي دعمن الحركة من إنشاء نهج واحد لمعالجة مشكلة معاملة النساء كمواطنات من الدرجة الثانية، في أنهن لم يرغبن بتعزيز فكرة أن أي خبير أو مجموعة فردية أو فكرة واحدة يمكن أن تعالج جميع المشاكل المجتمعية التي تواجهها النساء.
كما أردن أن تتمكن النساء، اللاتي أُسكتن، من التعبير عن آرائهن حول الحلول. شملت القضايا المطروحة تشييء المرأة، والحقوق الإنجابية، وفرص المرأة في مكان العمل، وإعادة تحديد الأدوار الأسرية. شكل تعريف الأنوثة دون المساس بمبادئ النسوية تحدٍّ أمام أعضاء الحركة.
لم يهتم أعضاء الحركة بإصلاح الهياكل الاجتماعية القائمة، لكنهم ركزوا بدلًا من ذلك على تغيير التصورات عن مكانة المرأة في المجتمع والأسرة واستقلالية المرأة. عملت معظم المجموعات- رفضًا للهيكل الهرمي- التي تشكلت كوحدات، بشكل يتيح المشاركة للنساء على قدم المساواة. عقدت المجموعات المرتبطة بحركة تحرير المرأة اجتماعات لزيادة الوعي عادةً، حيث أمكن للمرأة التعبير عن مخاوفها وخبراتها، وتعلم كيفية تسييس قضاياها.
كان رفض التعصب الجنسي بالنسبة لأعضاء حركة تحرير المرأة، الهدف الأكثر أهمية في القضاء على معاملة المرأة كمواطن من الدرجة الثانية.
شاركت النساء في جميع أنحاء الولايات المتحدة من خلال مجموعات رفع الوعي في «عملية أدت فيها مشاركة القصص الشخصية بوهلة إلى الاعتراف المفاجئ بأن التعصب الجنسي هو أساس نضالاتهن». تضمنت هذه العملية مشاركة تجاربهن في الرعاية الصحية مع بعضهن البعض. ناقشن مواضيع مثل الإجهاض غير القانوني، والاغتصاب، والتجارب السلبية مع الأطباء أثناء الولادة وزيارات أطباء النسائية، والجنسانية، وتحديد النسل، وجوانب أخرى من صحة المرأة. قادهن ذلك إلى «حملة لتغيير طريقة تعامل الأطباء والحكومة والإعلام والمجال الطبي... للنساء وأجسادهن».

## المسائل والإديولوجيا
يغطي ناشطو حركة صحة المرأة مواضيع مثل الوصول إلى التكنولوجيا الإنجابية وتحديد النسل، والتعقيم الإجباري، والدعوة ضد التدخل الطبي غير الضروري أثناء الولادة، وزيادة الوصول إلى الرعاية الصحية من خلال إنشاء مراكز صحية نسوية وعيادات المساعدة الذاتية، وتثقيف النساء حول أجسادهن، واستكشاف تاريخ المرأة في الطب، وانتقاد كراهية النساء في نظام الرعاية الصحية، وإنشاء مجموعات مناصرة صحية للنساء. تدعو هيلين ماريسكيند إديولوجية حركة صحة المرأة- تبعًا لطبيعة الحركة السياسية والاجتماعية- بالاشتراكية-النسوية.
ينظرن إلى العلاقة بين النساء وأطبائهن (خاصة أطباء النسائية الذكور) على أنها مشابهة لمعاملة المرأة كمواطن درجة ثانية في المجتمع. يجادل ناشطو حركة صحة المرأة بأن مؤسسة الطب «جزء لا يتجزأ من» المجتمع الأبوي الذي يشكل مؤسسة ضبط اجتماعي، «وتجسيد له».
جادلت أولى المؤلفات في حركة صحة المرأة، أن الطب والأطباء عملوا على إخضاع النساء والملونين والفقراء، وأن للأطباء سلطة كبيرة، وأن تكاليف الرعاية الصحية كبيرة، وأن الرعاية الصحية التقليدية لا تراعي كرامة المرضى أو تعاملهم بلا كرامة حتى، ولا تمنحهم الحق في المعلومات الصحية، أو القدرة على اختيار العلاج.